# Grünenthal
Хеми Грюненталь (нем. Chemie Grünenthal) — немецкая фармацевтическая компания, известная в первую очередь трагедией в конце 1950-х из-за разработанного ей препарата Талидомид, из-за которого по всему миру более 10 000 детей родилось с тяжелейшими врождёнными аномалиями.
Компания проводила исследования с целью разработать недорогой способ производства антибиотиков из пептидов. В ходе исследований работниками компании был получен препарат, названный ими Талидомид (Thalidomid), после чего начались изучения его свойств для определения сферы его применения, однако опасность тератогенного воздействия на человека либо так и не была выявлена, либо опрометчиво недооценивалась, из-за чего в ряде стран мира, и в первую очередь в Германии, родилось по разным подсчётам от 8000 до 12 000 детей с врождёнными уродствами, обусловленными тем, что матери принимали препараты талидомида во время беременности.